# Belgian Asociality
Belgian Asociality is een Nederlandstalige punkband uit België.
Ze zingen voornamelijk in het Nederlands en spelen korte, krachtige nummers in een stijl die zich het best laat omschrijven als een basis van punk waaraan in der loop der jaren meerdere invloeden en stijlen zijn toegevoegd zoals metal, gospel, ska en house.

## Geschiedenis
De groep ontstaat in Mechelen en Keerbergen, en gaf in 1988 een eerste demo vrij. De bezetting van de groep bestond toen uit zanger Mark Vosté, gitarist Patrick "Vlie" Van Looy, basgitarist Tom "Twan" Lumbeeck en drummer Chris Ruffo. 
Na de cd Cut! uit 1997 besloten Chris en Vlie zich met andere dingen bezig te houden. Drummer Robin "Bie" Puttemans en gitarist Mukti Gabriels brachten onder andere ska-invloeden op de volgende twee cd's.
Enkele maanden na de opnames van kaBAal in december 2007 hield ook gitarist Mukti Gabriels ermee op en trad Jorge Van Camfort in zijn voetsporen. Wegens omstandigheden is kaBAal pas in 2009 verschenen, terwijl de release eigenlijk gepland was voor 2008, het twintigjarig bestaan van de groep. Om die reden staan er ook 20 nieuwe tracks op de cd.
Op 21 november 2009 maakte bassist Bart Walravens zijn debuut op het podium bij Belgian Asociality. In maart 2011 werd de Alles Moet Kapot ep op vinyl en via iTunes uitgebracht.
In 2015 werd bassist Bart vervangen door Nico "Krevet Noise Terror" Vedts, die daarvoor bij The Usual Suspects had gespeeld.

## Discografie
- Demo (cassette, 1988)
- Belgian Asociality (lp, 1988)
- Astamblief (cd, 1991)
- Adenosine Trifosfaat Preparaat (cd, 1994)
- Cut! (cd, 1997)
- Wakker Worre (cd, 2001)
- Kabaal (cd, 2009)
- Alles Moet Kapot (vinyl, 2011)
- ... (cd/vinyl, 2013)